# Comisión Santer

Logotipo de la Comisión Europea.

La Comisión Santer es el nombre utilizado para hacer referencia a la Comisión Europea presidida por Jacques Santer, el noveno presidente de la Comisión Europea, desde el 23 de enero de 1995 hasta el 15 de marzo de 1999. Su antecesora fue la Comisión Delors y su sucesora sería la Comisión Marín.
La Comisión, compuesta por 20 miembros, estuvo en el cargo en el momento de la introducción del euro. Sin embargo, su mandato terminó abruptamente cuando la Comisión dimitió en masa ante acusaciones de corrupción. Algunos de los miembros continuarían ejerciendo de comisarios en la Comisión Marín.

## Miembros de la Comisión
| Nombre                  | Nacionalidad | Asuntos a su cargo |
| ----------------------- | ------------ | --- |
| Jacques Santer          | Luxemburgo   | Presidente |
| Leon Brittan            | Reino Unido  | Vicepresidente. Relaciones Exteriores con América del Norte, Australia, Nueva Zelanda, Japón, China, Corea, Hong Kong, Macao y Taiwán. Política Comercial Común. Relaciones con la OCDE y la OMC. |
| Manuel Marín            | España       | Vicepresidente. Relaciones Exteriores con los Países del Mediterráneo Sur, de Oriente Medio, del Próximo Oriente, de América Latina y de Asia (con excepción de Japón, China, Corea, Hong Kong, Macao y Taiwán) incluyendo cooperación al desarrollo.                                                                  |
| Martin Bangemann        | Alemania     | Asuntos Industriales. Tecnologías de la Información y de las Telecomunicaciones |
| Karel van Miert         | Bélgica      | Competencia |
| Hans van den Broek      | Países Bajos | Relaciones Exteriores con los Países de Europa Central y Oriental (PECO) y con los Países de la Antigua Unión Soviética, Mongolia, Turquía, Chipre, Malta y Otros Países Europeos. Política Exterior y de Seguridad Común (PESC) y Derechos Humanos (conjuntamente con el presidente Santer). Servicio Exterior        |
| João de Deus Pinheiro   | Portugal     | Relaciones Exteriores con los Países de África, del Caribe y del Pacífico (ACP), y con Sudáfrica, incluidos los Asuntos de Ayuda al Desarrollo. Convenio de Lomé |
| Pádraig Flynn           | Irlanda      | Asuntos Sociales y Empleo. Relaciones con el Comité Económico y Social |
| Marcelino Oreja         | España       | Relaciones con el Parlamento Europeo.Relaciones con los Estados miembros (en materia de Comunicación, Transparencia e Información). Cultura y Sector Audiovisual Oficina de Publicaciones. Asuntos Institucionales y Preparación de la Conferencia Intergubernamental de 1996 (conjuntamente con el presidente Santer) |
| Anita Gradin            | Suecia       | Cuestiones relativas a la Inmigración y Asuntos de Interior y de Justicia. Relaciones con el Defensor del Pueblo. Control Financiero. Lucha contra el Fraude |
| Edith Cresson           | Francia      | Ciencia, Investigación y Desarrollo. Centro Común de Investigación. Educación, Formación y Juventud |
| Ritt Bjerregaard        | Dinamarca    | Medio Ambiente. Seguridad Nuclear |
| Monika Wulf-Mathies     | Alemania     | Políticas Regionales. Relaciones con el Comité de las Regiones. Fondo de Cohesión (conjuntamente con el Sr. Kinnock y la Sra. Bjerregaard) |
| Neil Kinnock            | Reino Unido  | Transportes (incluidas las Redes Transeuropeas) |
| Mario Monti             | Italia       | Mercado Interior. Servicios Financieros e Integración Financiera. Aduanas. Asuntos Fiscales |
| Franz Fischler          | Austria      | Agricultura y Desarrollo Rural |
| Emma Bonino             | Italia       | Política Pesquera. Política de los Consumidores. Oficina Humanitariade la Comunidad Europea (ECHO) |
| Yves-Thibault de Silguy | Francia      | Asuntos Económicos y Financieros. Asuntos Monetarios (conjuntamente con el presidente Santer). Crédito e Inversiones |
| Erkki Liikanen          | Finlandia    | Presupuesto. Personal y Administración. Traducción y Informática |
| Christos Papoutsis      | Grecia       | Energía y Agencia de Abastecimiento de Euratom. Pequeñas y Medianas Empresas (PYME). Turismo |